# Бормида
Бормида (итал. Bormida) — коммуна в Италии, располагается в регионе Лигурия, в провинции Савона.
Население составляет 456 человек (2008 г.), плотность населения составляет 20 чел./км². Занимает площадь 22 км². Почтовый индекс — 17040. Телефонный код — 019.
Покровителем коммуны почитается святой великомученик Георгий, празднование 23 апреля.

## Демография
Динамика населения:

## Администрация коммуны
- Официальный сайт: